# Vladimír Beneš (1937)
Vladimír Beneš (5. dubna 1937, Hrušky – 1. listopadu 2009, Lynnwood, Washington, USA) se do historie zapsal ojedinělým kutilským počinem – pro potřeby emigrace celé rodiny ze socialistického Československa sestrojil ve své dílně v Hruškách u Břeclavi opancéřované vozidlo (tančík) s cílem proniknout přes hraniční zátarasy a odvézt manželku a 4 děti do Rakouska. Byl jedním z těch, kteří se snažili opustit ČSSR za pomoci doma vyrobených technických prostředků.

## Konstrukce tanku
Vladimír Beneš žádal v roce 1968 o možnost legálně opustit republiku a odstěhovat se za bratrem Františkem, který žil v Kanadě. Československé orgány však jeho žádost zamítly. Proto se pustil do stavby obrněnce, kterého z různých součástek stavěl v letech 1969 a 1970 v místě svého bydliště v Hruškách č. p. 415. K výrobě použil rám osobního vozu Wartburg 311, díly z vozů Aero 30 a Tatra 54. Vozidlo mělo dva motory. Pancéřování bylo vyrobeno ze vzájemně se překrývajících plechů o tloušťce 1,5 mm, což mělo poskytnout obranu proti lehkým ručním zbraním. Konstruktér se taktéž snažil, aby plechy měly takový sklon, který by napomáhal k odrážení střel. Obrněnec nebyl však pancéřován zespodu, případná exploze granátu by měla smrtící účinky na posádku. Věž je tvořena ocelovým diskem a vyplněna betonem, z ní ční „hlaveň“, která ovšem nebyla zamýšlena k palbě, ale k nadzvedávání drátů při průchodu hraničním pásmem. Před rodinou a dalšími zvědavci konstrukci obrněnce Vladimír Beneš maskoval legendou o stavbě půdní frézy.

## Vlastní útěk
Tank kvůli utajení nemohl nikdy podniknout žádnou zkušební jízdu, protože by v malé vesnici takový motoristický počin neušel nežádoucí pozornosti – to mělo nakonec vliv na selhání motorové jednotky. Po naložení manželky a všech dětí se Vladimír Beneš v ranních hodinách dne 27. května 1970 vydal k hranicím. Maskován tmou vyjel z obce a pokračoval směrem na Břeclav. V části Stará Břeclav však došlo k poruše, která neumožňovala další pokračování v cestě a vozidlo zůstalo stát pod železničním mostem. Celá rodina se vrátila domů. Beneš se rozhodl emigrovat sám a v noci z 27. na 28. května 1970 překročil státní hranici u obce Úvaly, když svázal dráty na signální stěně, a následně překonal i tuto poslední překážku na cestě do svobodného světa.
Z uprchlického tábora Traiskirchen nakonec dorazil do USA.
Za nedovolené opuštění republiky byl v nepřítomnosti odsouzen ke dvěma letům nepodmíněně, jeho manželka byla odsouzena na 8 měsíců podmíněně s odkladem na 2 roky. Za manželem se jí podařilo dostat až po 7 letech.
Vladimír měl staršího bratra Františka (roč. 1928), který též zvolil emigraci do svobodného světa. V noci 17. září 1950 za pomoci lanžhotského převaděče Františka Gajdy překročil v 10členné skupině československo-rakouskou hranici, dostal se do francouzské okupační zóny a působil ve francouzském strážním oddílu. V roce 1951 vycestoval do Kanady. Zpět do vlasti se vrátil v roce 1991 a žije v Hulíně.

## Tank
Tank byl nějakou dobu deponován na dvoře Okresního oddělení Veřejné bezpečnosti v Břeclavi a v červenci 1970 předán Ministerstvu Národní obrany do muzea Pohraniční stráže v Praze. V současné době je tank vystaven v dvorním traktu v Muzeu Policie ČR. Tank je opatřen smyšleným nátěrem, který sice zabraňuje korozi vozidla, ale není autentický. Původně byl tank natřen na zeleno a doplněn nepravidelnými fleky. Je nepojízdný, část vnitřního vybavení byla odstraněna, část je zkorodována a celý tank je podepřen betonovými bloky.
Tank se objevil v různých dokumentech vztahujících se k emigraci československých občanů, v roce 2009 byl součástí akce Nezapomeň na stěnu smrti, která měla v Mikulově připomenout dvacáté výročí pádu železné opony.